# Велта (Полтава)
Футбольний клуб «Велта» — український футбольний клуб з міста Полтави.

## Досягнення
- Чемпіон Полтавської області — 1995
- Володар кубка Полтавської області — 1995

## Всі сезони в незалежній Україні
| Сезон   | Чемпіонат | Чемпіонат | Чемпіонат | Чемпіонат | Чемпіонат | Чемпіонат | Чемпіонат | Чемпіонат | Кубок       | Кубок | Кубок | Кубок | Кубок | Кубок | Кубок | Примітка                                  |
| Сезон   | Ліга      | Місце     | І         | В         | Н         | П         | М         | О         | Етап        | І     | В     | Н     | П     | М     | О     | Примітка                                  |
| ------- | --------- | --------- | --------- | --------- | --------- | --------- | --------- | --------- | ----------- | ----- | ----- | ----- | ----- | ----- | ----- | ----------------------------------------- |
| 1995/96 | —         | —         | —         | —         | —         | —         | —         | —         | 1/64 фіналу | 0     | 0     | 0     | 0     | 0−0   | 0     | Неявка «Віктора», а потім відмова «Велти» |
| Всього  | —         | —         | —         | —         | —         | —         | —         | —         | —           | —     | —     | —     | —     | —     | —     |                                           |